# 阿什庫姆鎮區 (伊利諾伊州易洛魁縣)
阿什庫姆鎮區（英語：Ashkum Township）是位於美國伊利諾伊州易洛魁縣的一個行政鎮區。

## 地方資料
根據2010年美國人口普查的數據，阿什庫姆鎮區的面積為161.80平方千米，當中陸地面積為161.50平方千米，而水域面積為0.30平方千米。當地共有人口1475人，而人口密度為每平方千米9.12人。